# Mislav Oršić
Mislav Oršić ( pronunciação croata: [mîslaʋ ǒːrʃitɕ]; (Zagreb, 29 de dezembro de 1992) é um jogador de futebol croata que joga como meia-atacante. Atualmente, atua pelo Pafos FC.

## Carreira
Ele se mudou para o Spezia Calcio na janela de transferências do verão de 2013 e jogou 9 jogos pelo clube na temporada 2013-14, sem marcar. O clube terminou em 8º no campeonato. Ele voltou para a Croácia e juntou-se a Rijeka por uma taxa de transferência desconhecida, onde foi emprestado posteriormente a Celje de agosto a dezembro da temporada 2014-15, onde jogou 13 jogos e marcou 2 gols, e depois a Jeonnam Dragons de fevereiro de 2015 a Em janeiro de 2016 (uma temporada da Liga K), ele impressionou com 9 gols em 33 jogos. Jeonnam finalmente o contratou por 750.000 € na janela de transferências de janeiro de 2016. Ele não jogou um único jogo para Rijeka. Ele passou mais meio ano em Jeonnam, onde jogou mais 16 jogos e marcou 5 gols. Ele foi vendido para Changchun Yatai por 1.300.000 € e jogou pelo restante de 2016 na Super Liga Chinesa, marcando duas vezes em 14 jogos. Ele voltou para a K-League em janeiro de 2017, assinando com a Ulsan Hyundai pelo preço de 935.000 €. Ele disputou 18 jogos e marcou 4 gols para Ulsan até o momento, incluindo uma chave contra o Brisbane Roar na AFC Champions League .
Em 18 de setembro de 2019, marcou um hat-trick para o Dínamo de Zagreb contra o Atalanta na sua estreia na UEFA Champions League de 2019-20 .
Ele fez sua estreia internacional em 9 de setembro de 2019 em uma partida de qualificação para a Euro 2020 contra o Azerbaijão em Baku, que terminou com um empate por 1 a 1, substituindo Ante Rebić aos 86 minutos.
O Southampton acertou a contratação de Mislav Orsic, do Dínamo Zagreb em 6 de janeiro de 2023, ele foi contratado por cerca de 7 milhões de libras (R$ 51,52 milhões na cotação atual)

## Títulos
Ulsan Hyundai
- Copa da Coreia do Sul: 2017[5]

Dinamo Zagreb
- Campeonato Croata: 2018–19, 2019–20, 2020–21, 2021–22
- Copa da Croácia: 2018, 2021[6]
- Supercopa da Croácia: 2019, 2020, 2021, 2022